# Spoorlijn Le Mans - Mézidon
De spoorlijn Le Mans - Mézidon is een Franse spoorlijn van Le Mans naar Mézidon-Canon. De lijn is 139,6 km lang en heeft als lijnnummer 430 000.

## Geschiedenis
De lijn werd in gedeeltes geopend door de Compagnie des chemins de fer de l'Ouest, van Le Mans naar Alençon op 15 maart 1856, van Alençon naar Argentan op 1 februari 1858 en van Argentan naar Mézidon op 1 februari 1859. De lijn vormt een verbinding tussen de spoorlijn Paris-Montparnasse - Brest en de spoorlijn Mantes-la-Jolie - Cherbourg en daarmee tussen twee grote radialen van het Franse spoorwegnet.

## Treindiensten
De SNCF verzorgt het personenvervoer op dit traject met TER treinen.
| Serie    | Treinsoort | Route | Bijzonderheden                                            |
| -------- | ---------- | --- | --------------------------------------------------------- |
| TER 3450 | TER (SNCF) | Paris-Montparnasse – Verneuil-sur-Avre – Surdon – Argentan – Briouze – Flers – Villedieu-les-Poêles – Pontorson-Mont-Saint-Michel | Rijdt alleen in de zomer, een trein per richting per dag. |
| K 4      | TER (SNCF) | Paris-Montparnasse – Verneuil-sur-Avre – Surdon – Argentan – Briouze – Flers – Villedieu-les-Poêles – Granville                   | Sjabloon:Tabelrij treinserie TER TER NOMAD K39            |
| P 30     | TER (SNCF) | Tours – Château-du-Loir – Écommoy – Le Mans – Alençon                                                                             |                                                           |

## Aansluitingen
In de volgende plaatsen is of was er een aansluiting op de volgende spoorlijnen:
aansluiting Petit-Croix
RFN 420 000, spoorlijn tussen Paris-Montparnasse en Brest
La Hutte-Coulombiers
RFN 427 000, spoorlijn tussen La Hutte-Coulombiers - Mamers
RFN 428 000, spoorlijn tussen Sillé-le-Guillaume en La Hutte-Coulombiers
Alençon
RFN 423 000, spoorlijn tussen Alençon en Condé-sur-Huisne
RFN 432 000, spoorlijn tussen Alençon en Domfront
Surdon
RFN 395 000, spoorlijn tussen Saint-Cyr en Surdon
RFN 403 300, raccordement van Surdon
Argentan
RFN 405 000, spoorlijn tussen Argentan en Granville
Coulibœuf
RFN 410 000, spoorlijn tussen Coulibœuf en Falaise
Mézidon
RFN 366 000, spoorlijn tussen Mantes-la -Jolie en Cherbourg
RFN 366 311, raccordement van Mézidon